# Кристинехамн
Кристинехамн (швед. Kristinehamn) град је у Шведској, у западном делу државе. Град је у оквиру Вермландског округа, где је друго по величини и значају насеље. Кристинехамн је истовремено и седиште истоимене општине.

## Природни услови
Град Кристинехамн се налази у западном делу Шведске и средишњем делу Скандинавског полуострва. Од главног града државе, Стокхолма, град је удаљен 270 км западно. 
Кристинехамн се развио на североисточној обали највећег шведског језера Ветерн, у невеликој приобалној равници. Градско подручје је равничарско, а надморска висина се креће 45-60 м.

## Историја
Подручје Кристинехамна било је насељено још у време праисторије.
Кристинехамн, као градско насеље, је основао краљ Карл IX 1582. године. Град је добио име према тадашњој краљини (Кристини).
Град доживљава препород у другој половини 19. века са доласком индустрије и железнице. Ово благостање траје и дан-данас.

## Становништво
Кристинехамн је данас град средње величине за шведске услове. Град има око 18.000 становника (податак из 2010. г.), а градско подручје, тј. истоимена општина има око 24.000 становника (податак из 2010. г.). Последњих деценија број становника у граду стагнира.
До средине 20. века Кристинехамн су насељавали искључиво етнички Швеђани. Међутим, са јачањем усељавања у Шведску, становништво града је постало шароликије, али опет мање него у случају већих градова у држави.

## Привреда
Данас је Кристинехамн савремени град са посебно развијеном индустријом. Последње две деценије посебно се развијају трговина, услуге и туризам.

## Збирка слика
- Историјски приказ града
- Спортска дворана „Енвироник“
- Главна градска црква
- Музеј индустрије